# Szőts Endre
Szőts Endre, (Pankota, 1914. február 18. – Budapest, 1984. szeptember 1.) magyar geológus, paleontológus.

## Élete, munkássága
1938-ban végzett Budapesten, doktori címmel, ezután közvetlenül a Magyar Földtani Intézetben kezdett dolgozni.
1940 és 1942 között, valamint 1943 és 1945 között a Magyar-Amerikai Olajipari Rt. alkalmazta geológusként.
Közben 1942-ben gyakornok volt a Magyar Földtani Intézetnél. Rövid ideig a Magyar Nemzeti Múzeumban őslénytani feldolgozást is végzett.
1947 és 1951 között több rövid ideig tartó munkahelye volt, ez alatt az idő alatt az eocén szénmedencékkel foglalkozott, annak földtani szerkezetét vizsgálta.
1951 és 1956 között a Magyar Földtani Múzeum paleontológusa volt.
1956 után Franciaországba ment, a Régie Autonome des Pétroles vállalathoz, 1957 és 1960 között először annak saint-gaudens-i telepére, majd a boussens-i laboratóriumába.
1961-től az ESSOREP vállalatnál geológusmérnök, illetve szakértő lett. Tagja lett a francia Société Geologique de France társaságnak.
1967-ben tért haza, az OKGT-nél helyezkedett el, majd a szénprogram beindulása után a Tatabányai Szénbányáknál dolgozott.
Nyugdíjba vonulása előtt 1971-ben visszatért a Magyar Földtani Intézetbe, innen vonult nyugdíjba 1972-ben.
Nyugdíjba vonulása után szakfordításokkal foglalkozott.
Több mint ötven tanulmánya jelent meg írásban.
Tanulmányaiban foglalkozott a hazai eocén medencék Mollusca faunájával, valamint tanulmányokat tett közzé a franciaországi Aquitaniai és Bressei medencéről, az afrikai  harmadidőszaki és a mezozóos képződmények őslénytani és rétegtani viszonyairól is.

## Fő művei
- Magyarország eocén puhatestűi. I. Gánt-környéki eocén puhatestűek (Geologica Hungarica Series Palaeontologica, Bp., 1953)
- Magyarország eocén (paleogén) képződményei (Geologica Hungarica Series Palaeontologica, Bp., 1956)
- Lexique Stratigraphique International Europe, Hongrie. Eocén (Paris-VIIe, 1956).